# Zweeds curlingteam (gemengddubbel)
Het Zweedse curlingteam vertegenwoordigt Zweden in internationale curlingwedstrijden.

## Geschiedenis
Zweden debuteerde op het wereldkampioenschap curling voor gemengddubbele landenteams van 2008 in het Finse Vierumäki. De Zweden behaalden het brons door in de wedstrijd om de derde plaats met 9-2 van Noorwegen te winnen. Ondanks dat het land zich had aangemeld, ontbrak Zweden op het WK van 2010. Het team raakte simpelweg niet in Rusland door de luchtvaartverstoringen ten gevolge van de vulkaanuitbarsting onder de Eyjafjallajökull. Sinds 2011 is het land wel steeds present geweest. In de jaren 2012 tot en met 2015 behaalde Zweden viermaal achter elkaar het zilver. In 2016 vond het WK voor het eerst in eigen land plaats, in Karlstad. Teleurstellend bereikten ze echter met drie gewonnen en drie verloren wedstrijden de playoffs niet. In 2019 werden ze wereldkampioen. In de finale werd nipt gewonnen van het Canadese team met 6-5. In 2024 herhaalde Zweden dat kunststukje.
Zweden nam niet deel aan het eerste toernooi voor gemengddubbele landenteams op de Olympische Winterspelen 2018. In 2022 was Zweden wel present, en werd een bronzen medaille gewonnen.

## Zweden op de Olympische Spelen
| Jaar | Plaats        | Team                           | WG            | W             | V             | PV            | PT            |
| ---- | ------------- | ------------------------------ | ------------- | ------------- | ------------- | ------------- | ------------- |
| 2018 | Geen deelname | Geen deelname                  | Geen deelname | Geen deelname | Geen deelname | Geen deelname | Geen deelname |
| 2022 | 3             | Almida de Val & Oskar Eriksson | 11            | 6             | 5             | 65            | 65            |

## Zweden op het wereldkampioenschap
| Jaar | Plaats        | Team                                    | WG            | W             | V             | PV            | PT            |
| ---- | ------------- | --------------------------------------- | ------------- | ------------- | ------------- | ------------- | ------------- |
| 2008 | 3             | Göran Carlsson & Marie Persson          | 9             | 6             | 3             | 84            | 49            |
| 2009 | 7             | Andreas Prytz & Sofia Gustafsson        | 9             | 6             | 3             | 65            | 49            |
| 2010 | Geen deelname | Geen deelname                           | Geen deelname | Geen deelname | Geen deelname | Geen deelname | Geen deelname |
| 2011 | 4             | Anders Kraupp & Sabina Kraupp           | 10            | 7             | 3             | 76            | 47            |
| 2012 | 2             | Per Noréen & Camilla Johansson          | 11            | 8             | 3             | 95            | 59            |
| 2013 | 2             | Fredrik Hallström & Elisabeth Norredahl | 11            | 8             | 3             | 79            | 67            |
| 2014 | 2             | Per Noréen & Camilla Johansson          | 11            | 10            | 1             | 87            | 44            |
| 2015 | 2             | Per Noréen & Camilla Johansson          | 12            | 8             | 4             | 77            | 65            |
| 2016 | 22            | Per Noréen & Camilla Noréen             | 6             | 3             | 3             | 42            | 40            |
| 2017 | 13            | Per Noréen & Camilla Noréen             | 9             | 5             | 4             | 70            | 46            |
| 2018 | 7             | Per Noréen & Camilla Noréen             | 11            | 8             | 3             | 87            | 55            |
| 2019 | 1             | Oskar Eriksson & Anna Hasselborg        | 11            | 10            | 1             | 96            | 35            |
| 2021 | 3             | Oskar Eriksson & Almida de Val          | 11            | 10            | 1             | 94            | 51            |
| 2022 | 5             | Rasmus Wranå & Isabella Wranå           | 10            | 7             | 3             | 77            | 61            |
| 2023 | 10            | Robin Ahlberg & Therese Westman         | 9             | 4             | 5             | 66            | 56            |
| 2024 | 1             | Rasmus Wranå & Isabella Wranå           | 11            | 10            | 1             | 74            | 46            |
| 2025 | 7             | Oskar Eriksson & Anna Hasselborg        | 9             | 6             | 3             | 64            | 49            |

Australië · België · Brazilië · Bulgarije · Canada · China · Chinees Taipei · Denemarken · Duitsland · Engeland · Estland · Filipijnen · Finland · Frankrijk · Griekenland · Groot-Brittannië · Guyana · Hongarije · Hongkong · Ierland · India · Israël · Italië · Jamaica · Japan · Kazachstan · Kirgizië · Koeweit · Kosovo · Kroatië · Letland · Litouwen · Luxemburg · Mexico · Mongolië · Nederland · Nieuw-Zeeland · Nigeria · Noorwegen · Oekraïne · Oostenrijk · Polen · Portugal · Puerto Rico · Qatar · Roemenië · Rusland · Saoedi-Arabië · Schotland · Servië · Slovenië · Slowakije · Spanje · Thailand · Tsjechië · Turkije · Verenigde Staten · Wales · Wit-Rusland · Zuid-Korea · Zweden · Zwitserland